# Lilla Oradtjärnen
Lilla Oradtjärnen är en sjö i Mora kommun i Dalarna och ingår i Dalälvens huvudavrinningsområde.